# Ildefonso Güell Arqués
Ildefonso Güell Arqués, (les Borges Blanques, les Garrigues, 15 d'octubre de 1865 – Barcelona, 17 d'octubre de 1941) fou un enginyer militar de l'Exèrcit espanyol.

## Biografia
Nascut a les Borges Blanques, estudià batxillerat a Lleida i el 1891 es casà a Cervera amb Milagro Martínez Florejachs, amb qui va tenir almenys dues filles, María Inmaculada i María del Milagro.
Com a enginyer, Güell destacà com a cap de la Brigada topogràfica de Barcelona i dirigí les obres del ferrocarril entre Tetuan i Ben-Karrich (Marroc) i entre Olot i Roses.
Durant la seva trajectòria militar, fou comandant sota les ordres del general Miguel Primo de Rivera a Ceuta durant la retirada de Xauen (1924), General de Brigada a Catalunya (1927) i governador militar de Barcelona. La seva fidelitat a Primo de Rivera el portà a participar d'homenatges i actes d'exaltació de la dictadura, per exemple l'octubre de 1927 a Cervera durant el Dia de la Raça, o a Mataró el 1928, on també s'homenatjà al militar Severiano Martínez Anido. El 1929, Güell passava a la reserva militar.
Malgrat que durant la Segona República mantingué un paper discret, excepte la seva presidència del Centro Cultural del Ejército y la Armada, en acabar la Guerra Civil espanyola Güell tornà a la primera fila política i militar implicant-se profundament amb la dictadura del general Franco. Així, el setembre de 1939 organitza un sopar al local del Centro on participen diversos càrrecs militars i cívics de l'exèrcit franquista, a més d'oficials de l'exèrcit de la Itàlia feixista. Durant l'acte es cantà el Cara al Sol, l'himne d'Espanya i l'himne d'Itàlia amb els assistents plantats amb el braç aixecat fent la salutació romana, i es cridà "¡Franco, Franco, Franco!" i "¡Arriba España!". Poc després, el gener de 1940, participava d'una commemoració a Cervera de l'ocupació militar de la ciutat en qualitat de representant del tinent general de la Quarta Regió Militar. Durant l'acte es llegí el comunicat de guerra de Franco on s'anunciava l'ocupació militar de Cervera, es passà revisió a les tropes, i es cridaren visques a Espanya, Franco i l'exèrcit.
Abans de morir, Güell encara fou guardonat amb la Gran Creu de Sant Heremengild, les creus roja i blanca del Mèrit militar, i la medalla de la Campanya d'Àfrica. Ildefonso Güell moria a Barcelona el 17 d'octubre de 1941.

## Homenatges i distincions
El 23 de juliol de 1928, en plena dictadura del general Primo de Rivera (1923-1931), el Ple de l'ajuntament de les Borges Blanques proposà fer-li un homenatge, i donar-li el seu nom a un carrer o al Grup Escolar (actual col·legi Joan XXIII) com un dels promotors de la construcció del col·legi, tot i que aquesta afirmació ha estat qüestionada per la historiografia.
També l'11 de desembre 1928 i per iniciativa del mateix general, es crea el premi General Güell en honor de la seva persona i que atorgava 75 pessetes al sergent del IV Regiment de sapadors minadors que s'hagués distingit cada any per la seva conducta militar i civil.
El 1940, ja durant el Franquisme, se li atorgà la Gran Creu de Sant Hermenegild i les creus roja i blanca del Mèrit militar, i la medalla de la Campanya d'Àfrica.
Posteriorment ingressaria a la Reial Acadèmica de les Ciències i les Arts de Barcelona, essent escollit com a membre numerari de la mateixa el 24 de gener de 1940. Des d'aquesta acadèmia, va fer 
algunes gestions amb l'historiador Agustí Duran i Sanpere per a recuperar l'Arxiu Històric de Cervera.
Fins al març del 2019, la ciutat de Cervera li dedicava una de les principals artèries de la ciutat, el carrer General Güell, nom del qual fou substituït pel de carrer Guinedilda després d'un procés participatiu.
També, i fins fa poc, la seva ciutat natal, Les Borges Blanques, tenia un petit carrer dedicat a la seva figura. La Comissió Ciutadana de la Memòria Històrica de la població, n'havia demanat el canvi de nom així com diversos grups polítics. Finalment, el gener del 2020 el Ple de l'Ajuntament de les Borges aprovà per unanimitat iniciar un procés participatiu per escollir un nom nou.